# Go!go!vanillas
go!go!vanillas（ゴーゴーバニラズ）は、日本のロックバンド。2010年結成、2014年にメジャー・デビュー。所属事務所はCOLD Records。所属レコード会社はポニーキャニオン内のIRORI Records。公式ファンクラブは「go!go!CLUB」。略称は「バニラズ」。

## 概要
牧達弥、栁沢進太郎、長谷川プリティ敬祐、ジェットセイヤからなる4人組ロックバンド。2010年結成。2013年1月に初となるシングル「人間讃歌/アクロス ザ ユニバーシティ」をSEEZ RECORDSよりリリース。2014年11月にはビクターエンタテインメント内のレーベルGetting Betterよりアルバム「Magic Number」を発表しメジャーデビュー。2015年に柳沢が加入し現体制となった。2018年末にプリティが大型車両と接触する事故に遭い重体となるも、2019年に完全復活を遂げた。2020年に開催されたツアー「ROAD TO AMAZING BUDOKAN TOUR 2020」の最終公演では初の日本武道館公演を実施。2023年10月にはデビュー10周年記念アルバム「DREAMS」を発表。2024年1月にポニーキャニオン内のレーベル・IRORI Recordsに移籍し、「SHAKE」を配信リリースした。6月1日をもって所属事務所より独立。新たに設立したマネジメント会社・COLD Recordsを拠点とした活動を開始した。

### 音楽性
バンド活動初期から、ロックンロールを軸に、ガレージロックやファンク、R&Bからカントリーまで、様々なジャンルを取り込んだ音楽性をもつ。2021年リリースの「LIFE IS BEAUTIFUL」以降は、ピアノやフィドル、トランペットなどを加えた
アイリッシュの要素が強い楽曲も多くリリースしている。バンドとしての音楽ルーツにThe Beatlesを挙げている。楽曲やライブは「多幸感溢れる」と評される。

### go!go!vanillas 結成まで
牧と長谷川は大分大学教育学部附属中学校の同級生で、同じバスケットボール部に所属していた。その後舞鶴高校に進学し、その間も親交を深めていた。高校3年生の時、牧が部活を引退して少し時間にゆとりができたタイミングで、長谷川と一緒に初めてバンド活動に挑戦する。当時長谷川はギターを担当していた。
高校卒業後は、牧が大学進学で先に上京し、長谷川が1年遅れて上京。牧が大学で知り合ったドラム（大分県出身）と、3ピースで活動を始め、2枚のデモCDをリリース（「ロック少年の目覚め / ルーシア」「Destroyer」）。2011年中頃、もう1人ギターを加えた体勢にしたいと考え、インターネット上でメンバー募集をかけたところ、宮川が加入。その後、ドラムがバンドを辞め、新たなドラマーを探していたところジェットセイヤを紹介される。
ジェットセイヤ加入前の3人体制の頃にもデモCD「ニューエイジE.P.」をリリースしている。

### バンド名の由来
牧が、ヴァセリンズ、ザ・ヴァインズ、ヴェルヴェット・アンダーグラウンドなどVから始まる海外のバンドに格好良いバンドが多いと思い、Vから始まる単語を辞書で探していたところ、｢バニラ」という単語が辞書で目にとまる。牧本人曰く、｢vanilla」の表記はかっこいいが、意味の「バニラ」は可愛くギャップが気に入った。さらに牧は、｢THE 何々ズ」になるグループ名にしたかったが、｢THE」が付くバンドが多かったため「ザ・バニラズ」ではなく、｢THE」に変わるものがないかと考えていた時に、ジョジョの奇妙な冒険のジャイロ・ツェペリの金歯に“ゴー!ゴー!ツェペリ”と彫られていることを思い出し、「“go!go!”」を頭につけた。

## メンバー
- 牧 達弥（まき たつや、1989年12月10日（35歳） - ）

- ボーカル、ギターを担当。
- ほとんどの楽曲で作詞・作曲を担当。
- 大分県大分市出身。
- 大分大学教育学部附属中学校、大分県立大分舞鶴高等学校卒業。明治大学卒業。
- かつては、「牧おんでぃ達弥」という名前で活動していた。
- 好きなアーティストはThe Beatles、吉田拓郎。
- 2024年7月、菅田将暉にフジテレビ系『パリオリンピック2024』テーマソング「くじら」を提供。
- glambの Winter collection 2024 モデルを努めた。

- 長谷川プリティ敬祐（はせがわプリティけいすけ、1989年12月20日（35歳） - ）

- ベースを担当。
- 一部の楽曲で作詞・作曲を担当。
- 大分県大分市出身。
- 大分大学教育学部附属中学校、大分県立大分上野丘高等学校卒業。なお中学卒業から高校入学までは1年間フリーターの経験がある。
- 後述の通り、2018年12月から2019年10月まで治療に専念するため活動休止していた。
- 好きなアーティストはThe Beatles、フラワーカンパニーズ。

- 栁沢 進太郎（やなぎさわ しんたろう、1992年8月20日（32歳） - ）

- ギター、ボーカルを担当。
- 一部の楽曲で作詞・作曲を担当。
- 秋田県鹿角市出身。
- 高校卒業後は専門学校に進学。
- 好きなアーティストはThe Beatles、ザ・クークス。
- 2024年8月28日に山内あいな（SILENT SIREN）との結婚を発表した。

- ジェットセイヤ（1990年1月15日（35歳） - ）

- ドラムスを担当。
- 一部の楽曲で作詞・作曲を担当。
- 長崎県大村市出身。
- 大村工業高等学校卒業。
- エフエム長崎にてラジオ「go!go!vanillasジェットセイヤの『GO!GO! JETT RADIO』」にレギュラー出演している。
- 「ロックの正装である」という理由でステージ上では革ジャンを着用している。
- 高校卒業後は就職していたため、プロミュージシャンになるまでアルバイト経験がない。
- 好きなアーティストはギターウルフ、BLANKEY JET CITY。

### 旧メンバー
- 宮川 怜也（みやかわ りょうや、1991年7月19日（34歳） - ）

- ギターを担当。
- 東京都出身。
- 2015年7月4日脱退。

### サポートメンバー
- 井上惇志（ピアノ・キーボード）

- showmoreのメンバー。
- 「アダムとイヴ」のレコーディングで初めてgo!go!vanillasの楽曲に参加。その後は「LIFE IS BEAUTIFUL」をはじめ多くの楽曲のレコーディングや編曲に参加している。
- 「FUJI ROCK FESTIVAL '22」で初めてgo!go!vanillasのライブに参加。以降、ライブ「My Favorite Things」『「FLOWERS」TOUR 2023』「DREAMS TOUR 2023-2024」他、フェスなど多くのライブにサポートとして参加。
- 「平安」のMVに出演している。

- 手島宏夢（フィドル）

- 「FUJI ROCK FESTIVAL '22」で初めてgo!go!vanillasのライブに参加。ワンマンライブでは「My Favorite Things」に参加した。
- 「LIFE IS BEAUTIFUL」をはじめ多くの楽曲のレコーディングや編曲に参加している。

- ファンファン（トランペット）

- くるりの元メンバー。
- ライブ「MAKE UP CITY」「FUJI ROCK FESTIVAL '22」「My Favorite Things」にサポートメンバーとして参加。
- 「LIFE IS BEAUTIFUL」をはじめ多くの楽曲のレコーディングや編曲に参加している。

- 栗田祐輔（ピアノ）

- Gliderのメンバー。
- 2020年に開催されたライブ「MAKE UP CITY」のサポートメンバーとして登場。
- 「パラノーマルワンダーワールド」のレコーディングに参加している。

- 山田丈造（トランペット）

- 2024年3月開催のライブ「DREAMS TOUR 2023-2024 FINAL」に参加。
- 『DREAMS - gift』収録曲のレコーディングに参加している。

- 大渕愛子（フィドル）

- 2024年3月開催のライブ「DREAMS TOUR 2023-2024 FINAL」に参加。

## 来歴

### 2010年
- バンド結成[48]。

### 2011年
- デモCD「ロック少年の目覚め / ルーシア」「Destroyer」をリリース[49][50]。

### 2012年
- ライブ会場限定CD「ニューエイジE.P.」をリリース。

### 2013年
- 1月16日 - 1st 7inchシングル「人間讃歌 / アクロス ザ ユニバーシティ」をリリース。
- 7月24日 - 1stアルバム『SHAKE』をリリース。

### 2014年
- KANA-BOON、キュウソネコカミ、SHISHAMOとともにスペースシャワー列伝 JAPAN TOURに抜擢され注目を浴びるなか、2月に2000枚限定シングル「オリエント/ホラーショー」をリリース、即完売となる。
- 8月6日 - タワーレコード限定盤のシングル「エマ」をリリース[51]。同店TOP10チャートにランクイン[5]。
- 11月5日 - Victor/Getting Betterよりメジャー1stアルバム「Magic Number」をリリース[52]。

### 2015年
- 4月1日 - メジャー1stシングル「バイリンガール」をリリース[53]。
- 7月6日 - 同年7月4日に行われたワンマンツアー「バイリンガールとマザーアイランドツアー」最終公演をもって、宮川怜也（ギター）が脱退した事を発表した[54][55]。
- 7月15日 - 下北沢SHELTERでワンマンライブ「HIGH!HIGH!」を開催、このライブから栁沢進太郎（ギター）が加わり現体制となる[6]。
- 9月16日 - 新体制後初となるメジャー2ndシングル「カウンターアクション」をリリース[56]。

### 2016年
- 2月10日 - 2ndアルバム『Kameleon Lights』をリリース[57]。
- 3月4日から5月28日まで、全国ツアー「Kameleon Lights Tour 2016」を開催。

### 2017年
- 1月18日 - シングル「おはようカルチャー」をリリース[58]。
- 5月17日 - シングル「平成ペイン」をリリース[59]。
- 7月26日 - 3rdアルバム『FOOLs』をリリース[60]。
- 9月9日から11月19日まで、全国ツアー『「FOOLs」 Tour 2017』を開催[61]。

### 2018年
- 3月10日から5月5日まで、全国ツアー「FOOLs Tour 2018～音楽馬鹿達と春のナイトピクニック～」を開催[62]。
- 5月23日 - 両A面シングル「SUMMER BREEZE/スタンドバイミー」をリリース[63][64]。
- 9月22日から10月28日まで、「秋のハーベストツアー」を開催[65]。全12公演の本ツアーでは、“〜野音狩り編〜”と題された日比谷野外音楽堂、大阪城野外音楽堂の野外ワンマン公演と、“〜ハンター編〜”と題された対バン形式のライブを展開[66]。
- 12月18日、長谷川プリティ敬祐（ベース）が同月12日に東京都内で交通事故に遭い、負傷したことを発表した[67]。治療に専念するため、当面の間はサポートベーシストを迎えて活動をすることも併せて発表された[68][69][70]。

### 2019年
- 1月23日 - シングル「No.999」をリリース[71]。
- 4月に東名阪Zepp TOUR「LIVE! TO ＼ワー／ RECORDS feat. go!go!vanillas 〜新曲大解禁〜」を開催。このツアー以降サポートベーシストを加えず、プリティが事故以前に演奏したベース音源を鳴らした3人体制でライブ活動を続ける[72]。
- 5月15日 - 4thアルバム 『THE WORLD』をリリース[73]。
- 10月11日 - 長谷川プリティ敬祐 「THE WORLD TOUR 2019」 名古屋公演にて復帰[7]。

### 2020年
- 6月3日 - シングル「アメイジングレース」をリリース[74]。
- 11月18日 - 日本武道館公演記念EP「鏡 e.p.」をリリース[75]。
- 11月23日 - 初の日本武道館にて「ROAD TO AMAZING BUDOKAN TOUR 2020」のファイナルを迎える。ライブの中ではThe Beatlesが日本武道館で初めてライブをした時のように、一人一人がそれぞれ自分の曲を歌った[76]。アンコールのMCではBa.長谷川プリティ敬祐が｢おためしベーシスト｣を卒業[76]。

### 2021年
- 3月24日 - メジャー5thアルバム『PANDORA』をリリース[77]。
- 6月29日 -  初となる映像作品 「1st LIVE FILM -AMAZING BUDOKAN 2020-」をリリース[78]。
- 11月13日から11月21日まで、神戸ワールド記念ホールと横浜アリーナにて、バンド史上初となるアリーナツアー『Yokohama, Kobe Arena Tour「Life is Beautiful」』を敢行[79]。
- 11月22日 - アリーナツアー会場限定シングル 『LIFE IS BEAUTIFUL』 から ｢LIFE IS BEAUTIFUL｣のMVを公開。

### 2022年
- 3月16日から5月5日まで、「青いの。ツアー2022」を開催。ファイナル公演は牧とプリティの故郷である大分県大分市にて開催された[80]。
- 3月30日 - シングル「青いの。」をリリース。
- 7月31日 - FUJI ROCK FESTIVAL '22に出演[81]。初となるGREEN STAGEで、体調不良だった柳沢を除いた3人のメンバーに3人のサポートメンバーを加えた6人編成で出演[82][83]。
- 9月24日と9月30日には、アリーナツアー「My Favorite Things」を初となる大阪城ホールと2回目となる日本武道館で開催。
- 12月14日 - アルバム『FLOWERS』をリリース。

### 2023年
- 1月17日から5月5日まで『「FLOWERS」TOUR 2023』を開催。ファイナル公演は柳沢の故郷である秋田県鹿角市で開催された[84][85]。
- 3月22日 - 映像作品「LIVE FILM -My Favorite Things-」をリリース[86]。
- 6月18日から6月23日まで、初のファンクラブ限定ツアー「TIME THIEF TOUR」を開催[87][88]。
- 10月25日 - 過去の代表曲を再録した、10th ANNIVERSARY GIFT ALBUM『DREAMS』をリリース[9]。
- 11月16日から2024年2月25日まで、「DREAMS TOUR 2023-2024」を開催。
- 12月8日 - バンドロゴをリニューアル[89]。

### 2024年
- 2023年11月16日から2月25日まで、「DREAMS TOUR 2023-2024」を開催。
- 1月10日にIRORI RECORDS移籍後初となる配信シングル「SHAKE」をリリース[10]。
- 3月9日から3月10日まで、「DREAMS TOUR 2023-2024 FINAL」を幕張メッセにて2日間開催した[90]。1日目はワンマン形式、2日目はフェス形式で開催された[91]。
- 4月24日 - 配信シングル「平安」をリリース[92]。
- 5月5日 - ジェットセイヤの故郷である長崎県大村市にて、ワンマンライブ「READY STEADY go!go! vol.09 〜おいの街に来んばやろう!大村シティでBAKA YA ROLL!!!!!!!!!〜」を開催した[93]。
- 6月1日 - 所属事務所であるSEEZ RECORDSとのマネジメント契約を終了し、新たに設立したマネジメント会社・COLD Recordsを拠点に活動していくことを発表した[1][11]。
- 8月7日 - 配信シングル「来来来」をリリース[94]。
- 10月9日 - テレビ東京系ドラマプレミア23『Qrosの女 スクープという名の狂気』オープニングテーマとして書き下ろした楽曲「Persona」を配信リリース[95]。
- 11月6日 - メジャー7thアルバム『Lab.』をリリース[96]。11月10日には、両国国技館にてアルバムのリリースを記念した大型フリーライブ「東京 Lab. ストーリー」を開催した[97]。
- 11月27日から2025年4月20日まで、「Lab. TOUR 2024-2025」を開催[98]。

### 2025年
- 2024年11月27日から4月20日まで、「Lab. TOUR 2024-2025」を開催[98]。同ツアーの「ARENA編」として、初となる日本武道館2DAYS公演を含むアリーナツアーも開催した[99][100]。
- 5月5日には、バンド初の海外単独公演として「READY STEADY go!go! vol.10 in Seoul」を韓国にて開催[101]。
- 7月3日から8日まで、2020年に新型コロナウイルスの影響で中止となった北海道ツアーのリベンジ公演として「First Lab. TOUR」を開催[102]。
- 7月23日には、テレビアニメ『SAKAMOTO DAYS』第2クールエンディングテーマとして書き下ろされた楽曲「ダンデライオン」を配信リリースした[103]。
- 9月24日には、2作目となるEP『SCARY MONSTERS EP』をリリース予定[104]。
- 10月14日から2026年4月29日まで、全国ホールツアーと東名阪アリーナツアーからなる「SCARY MONSTERS TOUR 2025-2026」を開催予定[104]。

## タイアップ一覧
| 使用年 | 曲名                         | タイアップ                                                                            |
| ------ | ---------------------------- | ------------------------------------------------------------------------------------- |
| 2014年 | マジック                     | 北海道テレビ『情報マルシェ!』2014年11月度エンディングテーマ                           |
| 2014年 | マジック                     | 北海道テレビ『夢チカ18』2014年11月度エンディングテーマ                                |
| 2014年 | マジック                     | 千葉テレビ『シャキット!』2014年11月度エンディングテーマ                               |
| 2015年 | マジック                     | 「未確認フェスティバル2015」テーマソング                                              |
| 2016年 | ニューゲーム                 | TOKYO FM『SCHOOL OF LOCK!』とロッテとのコラボ菓子『トッパ（Toppa）』テーマソング      |
| 2016年 | マジック                     | 「未確認フェスティバル2016」テーマソング                                              |
| 2017年 | おはようカルチャー           | テレビ朝日系『musicる TV』2017年1月度オープニングテーマ                               |
| 2017年 | 平成ペイン                   | フジテレビFODオリジナルドラマ『&美少女 NEXT GIRL meets Tokyo』主題歌                  |
| 2017年 | マジック                     | 「未確認フェスティバル2017」テーマソング                                              |
| 2018年 | チェンジユアワールド         | NHK大分『いろどりOITA』テーマソング                                                   |
| 2018年 | エマ                         | NHK仙台・東北ブロック『もりすた!』（2018年～）テーマソング                            |
| 2018年 | スタンドバイミー             | サントリー「ヨーグリーナ&サントリー天然水」コラボMV楽曲                               |
| 2018年 | スタンドバイミー             | 日本テレビ系『PON!』2018年5月度エンディングテーマ                                     |
| 2018年 | SUMMER BREEZE                | 日本テレビ系『バズリズム02』2018年5月度オープニングテーマ                             |
| 2018年 | マジック                     | 「未確認フェスティバル2018」テーマソング                                              |
| 2019年 | No.999                       | フジテレビ系アニメ『ゲゲゲの鬼太郎』第6シリーズ エンディングテーマ（第38話 - 第49話） |
| 2019年 | Hey My Bro.                  | 「モンストグランプリ2019」公式イメージソング                                          |
| 2019年 | パラノーマルワンダーワールド | 日本テレビ系『ウチのガヤがすみません!』2019年5月度エンディングテーマ                  |
| 2019年 | 平成ペイン                   | 写真展「平成が終わルンですFinal」公式テーマソング                                     |
| 2019年 | マジック                     | 「マイナビ未確認フェスティバル2019」テーマソング                                      |
| 2020年 | アメイジングレース           | TBS系『CDTVサタデー』2020年5月度オープニングテーマ                                    |
| 2020年 | アメイジングレース           | テレビ愛知『a-NN♪』2020年5月度エンディングテーマ                                      |
| 2020年 | 鏡                           | TBS系『王様のブランチ』2020年11月度エンディングテーマ                                 |
| 2021年 | お子さまプレート             | 住宅情報館「お宅研編・発表編」CMソング                                                |
| 2021年 | パンドラ                     | 「中部7県 Honda Cars」CMソング                                                        |
| 2022年 | Two of Us feat. 林萌々子     | フジテレビ系『めざまし8』2022年11月度エンディングソング                               |
| 2023年 | 青いの。                     | ポカリスエット「それぞれの本気とともに。篇」Web CMソング                              |
| 2024年 | Persona                      | テレビ東京系ドラマプレミア23『Qrosの女 スクープという名の狂気』オープニングテーマ     |
| 2024年 | Leyline                      | 長崎国際テレビ「AIR」2024年12月度オープニングテーマ                                   |
| 2025年 | ダンデライオン               | テレビアニメ『SAKAMOTO DAYS』第2クールエンディングテーマ                              |

## ヘビーローテーション/パワープレイ

### テレビ
| 放送年 | 曲名               | ヘビーローテーション/パワープレイ             |
| ------ | ------------------ | --------------------------------------------- |
| 2014年 | マジック           | スペースシャワーTV 2014年11月度POWER PUSH!    |
| 2014年 | マジック           | MTV 2014年11月度HOT SEAT                      |
| 2014年 | マジック           | MUSIC ON! TV 2014年11月度M-ON! Reccomend      |
| 2014年 | マジック           | 長崎国際テレビ『AIR』11月度Catch up!          |
| 2023年 | コンビニエンスラブ | SPACE SHOWER TV 「Waves!」2023年11月6日～12日 |

### ラジオ
| 放送年 | 曲名             | ヘビーローテーション/パワープレイ                            |
| ------ | ---------------- | ------------------------------------------------------------ |
| 2014年 | エマ             | FMyokohama『YOKOHAMA MUSIC AWARD』8月度エンディングテーマ    |
| 2015年 | バイリンガール   | TOKYO FM『Skyrocket Company』4月度「スカレコ〜社員のうた〜」 |
| 2016年 | スーパーワーカー | TOKYO FM『Skyrocket Company』2月度「スカレコ〜社員のうた〜」 |

## 動画

### ミュージック・ビデオ
go!go!vanillas公式YouTubeチャンネルやビクターエンタテインメント公式YouTubeチャンネルにてミュージックビデオ（MV）が公開されている。

### ライブ映像
| 公開日     | タイトル                                                                       | 公演名                                         | 映像作品                                               |
| ---------- | ------------------------------------------------------------------------------ | ---------------------------------------------- | ------------------------------------------------------ |
| 2016/02/23 | カウンターアクション（COUNTER ACTION TOUR 2015 Tokyo Akasaka Blitz 2015.12.03) | COUNTER ACTION TOUR 2015                       | Kameleon Lights（初回限定盤）                          |
| 2020/10/26 | ビートクラブ Live Video & Trailer                                              | MAKE UP CITY                                   | 未収録                                                 |
| 2020/11/28 | No.999（Live at 日本武道館 2020.11.23）                                        | ROAD TO AMAZING BUDOKAN TOUR 2020              | 1st LIVE FILM -AMAZING BUDOKAN 2020-                   |
| 2020/12/23 | 雑食（Live at 東京タワー 2020.6.13）                                           | STARTING OVER - Live at 東京タワー             | 未収録                                                 |
| 2020/12/23 | ヒートアイランド（Live at 日比谷野外大音楽堂 2018.9.22）                       | 秋のハーベストツアー～野音狩り編～             | THE WORLD（初回限定盤）                                |
| 2021/03/10 | ロールプレイ（yacoustic ver.）                                                 | yacoustic night star tours                     | 未収録                                                 |
| 2021/05/12 | オリエント（Live at 日本武道館 2020.11.23）                                    | ROAD TO AMAZING BUDOKAN TOUR 2020              | 1st LIVE FILM -AMAZING BUDOKAN 2020-                   |
| 2021/08/13 | one shot kill（Live at Zepp Haneda Tokyo 2021.7.3）                            | PANDORA TOUR 2021 ～Mr.&Mrs. HOPE～            | 未収録                                                 |
| 2021/09/29 | 12:25（Live at Akita Club SWINDLE 2021.7.30）                                  | PANDORA TOUR 2021 ～CHAOS & HEARTS～           | 未収録                                                 |
| 2022/02/23 | LIFE IS BEAUTIFUL（Live at 横浜アリーナ 2021.11.21）                           | Yokohama, Kobe Arena Tour『Life is Beautiful』 | 青いの。（完全限定生産盤）                             |
| 2022/03/23 | 鏡（Live at 横浜アリーナ 2021.11.21）                                          | Yokohama, Kobe Arena Tour『Life is Beautiful』 | 青いの。（完全限定生産盤）                             |
| 2022/06/28 | チェンジユアワールド（Live at 大分 iichikoグランシアタ 2022.5.5）              | 青いの。ツアー2022                             | 未収録                                                 |
| 2022/11/26 | one shot kill（Live at 大阪城ホール 2022.9.24）                                | My Favorite Things                             | LIVE FILM -My Favorite Things-                         |
| 2022/11/19 | サイシンサイコウ（Live at 日本武道館 2022.9.30）                               | My Favorite Things                             | LIVE FILM -My Favorite Things-                         |
| 2023/02/22 | HIGHER（Live at 日本武道館 2022.9.30）                                         | My Favorite Things                             | LIVE FILM -My Favorite Things-                         |
| 2023/03/15 | 青いの。（Live at 日本武道館 2022.9.30）                                       | My Favorite Things                             | LIVE FILM -My Favorite Things-                         |
| 2023/08/31 | ハイテンション（Live at EX THEATER ROPPONGI 2023.6.23）                        | TIME THIEF TOUR                                | 未収録                                                 |
| 2023/08/31 | セレモニー（Live at EX THEATER ROPPONGI 2023.6.23）                            | TIME THIEF TOUR                                | 未収録                                                 |
| 2024/02/10 | SHAKE（Live at Zepp Osaka Bayside 2024.1.13）                                  | DREAMS TOUR 2023-2024                          | 未収録                                                 |
| 2025/02/21 | 来来来 (Live at 両国国技館 2024.11.10)                                         | 東京 Lab. ストーリー                           | LIVE FILM「東京 Lab. ストーリー」2024.11.10 両国国技館 |
| 2025/05/12 | Super Star Child (Live at 日本武道館 2025.3.9)                                 | Lab. TOUR 2024-2025                            | SCARY MONSTERS EP                                      |

## 主なライブ

### READY STEADY go!go!
自主企画として、バンド名の「go!go!=55」にちなみ、2014年以降毎年5月5日に開催されているライブ。第5回までは対バン形式で開催された。2020年、2021年には新型コロナウイルス感染拡大の影響により、2年連続で5月5日にはライブを開催できなかった。なお、2020年にiichikoグランシアタで開催予定だった大分公演は、2022年5月5日に開催された。

### 出演イベント
2011年
- 08月02日 - THE PINBALLS "die for the good bears" tour

2012年
- 04月22日 - JET ROCK'N ROLL COASTER Vol.7
- 07月07日 - Shibuya Milkyway 2nd Anniversary『Star Lights Riot』
- 11月04日 - ROCK ACTION 3rd Anniversary Party

2013年
- 6月23日 - 下北沢インディーファンクラブ[132]
- 07月30日 - 爆弾ジョニー 夏だョ なるべく集合TOUR
- 08月08日 - Summer Trail 2013 ～VINTAGE ROCKの夏合宿～
- 09月23日 - いしがきミュージックフェスティバル 2013
- 10月13日 - MINAMI WHEEL 2013
- 10月14日 - タワーレコード新宿店15周年大感謝祭 怒涛のライブ15連発 「LET'S ROCK!!!」
- 11月06日・21日・22日 - VINTAGE LEAGUE TOUR 2013 "small change"
- 12月05日 - THE ORAL CIGARETTES 唇フェス -年マツーマン東名阪決戦ツアーの巻-
- 12月16日 - RB NATION 2013
- 12月29日 - FM802 ROCK FESTIVAL 2013 RADIO CRAZY

2014年
- 02月04日 - スペースシャワー列伝 〜第96巻 希彩(きさい)の宴〜
- 02月20日〜03月09日 - スペースシャワー列伝 JAPAN TOUR 2014
- 03月21日 - SANUKI ROCK COLOSSEUM 〜BUSTA CUP 5th round〜
- 03月23日 - MUSIC CUBE 14
- 03月29日 - ニューロック計画!2014
- 04月09日 - Kidori Kidoriのまともなイベント vol.5 引っ越し記念☆東京よろしくね企画
- 04月27日 - ARABAKI ROCK FEST. 14
- 05月03日 - VIVA LA ROCK 2014
- 05月10日 - RUSH BALL☆R
- 06月07日 - SAKAE SP-RING 2014
- 06月08日 - Getting Better ～18th Anniversary Party"Special"～
- 06月22日 - fun time ACCIDENT powered by SMA40th
- 06月29日 - anglasad presents ALL BLUES MItsuME 9th Anniversary
- 07月11日 - Early Summer in AKASAKA 2014
- 07月17日 - GLICO LIVE "NEXT"
- 07月19日 - JOIN ALIVE 2014
- 08月02日 - ROCK IN JAPAN FESTIVAL 2014
- 08月06日 - Scoobie Do 天国や地獄 vol.2
- 08月21日 - Czecho No Republic 「MANTLE TOUR」 ～2014年宇宙の旅～
- 08月23日 - RockDaze! 2014 3×4×GOW!!
- 08月24日 - Re:mix 2014
- 08月27日 - RADIO BERRY 20th ANNIVERSARY ベリテンライブ2014 ～HEAVEN'S ROCK Utsunomiya VJ-2～
- 08月30日 - SPACE SHOWER TV 25TH ANNIVERSARY SWEET LOVE SHOWER 2014
- 08月31日 - RUSH BALL 2014
- 09月20日 - ロッケンロー★サミット2014～渋谷死闘編～
- 09月24日 - FRED PERRY presents Sub-Sonic Live 2014
- 10月04日 - HAPPY HELLO HAPPY Tour 2014
- 10月07日・08日・17日 - 〜ビクターロック祭り番外編〜「Getting Better presents“MUSIC TAGS vol.2”〜バンド戦国時代〜」
- 10月11日 - FM802 MINAMI WHEEL 2014
- 10月12日 - DIVING ROCK 2014 in KANAZAWA
- 11月11日 - スペースシャワー列伝100巻記念公演「第116巻　薄明光線(はくめいこうせん)の宴」
- 11月15日 - グッドモーニングアメリカ企画フェス「あっ、良いライブここにあります。2014」
- 11月21日 - フラワーカンパニーズ 人間の爆発
- 11月28日 - NAGANO CLUB JUNK BOX 15th Anniversary 「COUNTER ROCK!!!!!」
- 12月27日 - FM802 ROCK FESTIVAL 2013 RADIO CRAZY
- 12月31日 - COUNTDOWN JAPAN 14/15
- 12月31日 - EX THEATER TV Presents COUNTDOWN EX 2014 to 2015

2015年
- 02月25日 - Kidori Kidori presents "1989"
- 03月19日 - OKAMOTO'S 2015 SPRING LIVE CIRCUIT ～ハマ☆クン24～
- 03月21日 - MUSIC CUBE 14
- 03月22日 - SANUKI ROCK COLOSSEUM 〜BUSTA CUP 6th round〜
- 03月28日 - そうだ!LOTSへ行こう!!
- 04月11日 - JAPAN'S NEXT vol.8
- 04月12日 - RADIO BERRY "haruberrylive 2015"
- 04月19日 - 音楽と人LIVE 2015 ローリング・サンダー・レビュー
- 05月10日 - FM802 presents Rockin'Radio! -OSAKAJOH YAON-
- 05月24日 - TOKYO METROPOLITAN ROCK FESTIVAL 2015
- 07月18日 - JOIN ALIVE 2015
- 07月29日・30日・08月06日 - HighApps TOURS 2015
- 08月01日 - ROCK IN JAPAN FESTIVAL 2015
- 08月08日 - FM802 MEET THE WORLD BEAT 2015
- 08月22日 - WILD BUNCH FEST. 2015
- 08月23日 - Sky Jamboree 2015 ～one pray in nagasaki～
- 08月30日 - RUSH BALL 2015
- 09月06日 - RADIO BERRY ベリテンライブ2015 Special
- 09月27日 - TOWER RECORDS presents Bowline 2015 curated by クリープハイプ & TOWER RECORDS
- 10月03日 - フラワーカンパニーズ presents DRAGON DELUXE
- 10月11日 - DIVING ROCK 2015 in KANAZAWA
- 10月12日 - PlayStation presents MINAMI WHEEL 2015
- 10月20日 - N'夙川BOYS presents「秋の2マンミラクルパーティー! N'夙川BOYS×go!go!vanillas」
- 10月24日 - 龍谷大学第93回龍谷祭ゲストライブ Ryukoku Fes'15
- 10月25日 - 2015ときわ祭 〜TOKIWA FES.〜
- 12月12日 - キュウソネコカミ 試練のTAIMANツアー2015
- 12月27日 - 年末調整GIG 2015
- 12月28日 - FM802 ROCK FESTIVAL RADIO CRAZY 2015
- 12月31日 - COUNTDOWN JAPAN 15/16 Supported by Windows10 COSMO STAGE

2016年
- 01月26日 - ツタロックスペシャルライブ"3MAN!!"
- 02月14日 - ビクターロック祭り 2016
- 02月20日 - uP!!! presents MUSIC SHOWERチュートリアルの徳ダネ福キタル
- 03月17日 - Fujii Rock Festival 2016
- 03月19日 - BEA x Zepp Fukuoka presents FX2016
- 03月21日 - SANUKI ROCK COLOSSEUM
- 05月03日 - JAPAN JAM BEACH 2016
- 04月19日 - ツタロック スペシャルLIVE 2016
- 06月09日 - ジャイアンナイト feat. go!go!vanillas ～Kameleon Lights Tour 2016 After Party～
- 06月17日・18日 - BLUE ENCOUNT「TOUR2016 THANKS ～チケットとっとってっていっとったのになんでとっとらんかったとっていっとっと～」
- 06月25日 - OTOSATA ROCK FESTIVAL
- 07月03日 - Czecho No Republic Presents「ドリームシャワー 2016」
- 07月17日 - JOIN ALIVE 2016
- 07月20日 - THE BAWDIES × go!go!vanillas Free Live "Rockin' Zombies" supported by au
- 07月23日 - 未確認フェスティバル 2016
- 08月06日 - ROCK IN JAPAN FESTIVAL 2016
- 08月13日 - Doors #1
- 08月20日 - MONSTER baSH 2016
- 08月27日 - SPACE SHOWER SWEET LOVE SHOWER 2016
- 08月28日 - RUSH BALL 2016
- 09月03日 - BAYCAMP 2016
- 09月13日 - MAN WITH A MISSION「The World's On Fire TOUR 2016」
- 09月17日 - Getting Better～20th Anniversary Party"ROCK THE BEST TOUR"～
- 09月22日 - rockin'on PRESENTS JAPAN CIRCUIT vol.55 WEST ～山崎死闘編～
- 10月02日 - マグロック2016
- 10月05日・06日 - THE ORAL CIGARETTES「唇対バンTOUR 2016～キラーチューン祭り巡業行脚の巻～」
- 11月02日 - 昭和薬科大学 第49回昭薬祭
- 11月03日 - 近畿大学 第68回生駒祭「バニラズのgo!go!KINDAI」
- 11月05日 - 同志社大学 同志社クローバー祭 2016 LIVE
- 11月13日 - 実践女子大学 常磐祭
- 11月23日 - A FLOOD OF CIRCUS 2016
- 11月27日 - 山口大学工学部 常盤祭
- 12月28日 - FM802 ROCK FESTIVAL RADIO CRAZY 2016
- 12月29日 - COUNTDOWN JAPAN 16/17

2017年
- 02月14日 - Getting Better Records presents " MUSIC TAGS vol.4 " ～カロリー高め!東西ガチモリ燃焼系ナイト～
- 03月06日 - DISK GARAGE presents BORDERLESS 0306
- 03月19日 - JAPAN'S NEXT TURBO 2017
- 03月25日 - Rocks ForChile
- 04月02日 - 04 Limited Sazabys YON FES 2017
- 04月30日 - ARABAKI ROCK FEST.17
- 05月03日 - VIVA LA ROCK 2017
- 05月04日 - JAPAN JAM 2017
- 06月03日 - 百万石音楽祭 2017～ミリオンロックフェスティバル～
- 06月09日・18日 - ストレイテナー「BROKEN SCENE TOUR 2017」
- 06月22日 - 夜の本気ダンス 全国ツアー「No rain,new days o' scene」
- 06月25日 - ネコフェス2017 くだけねこロックフェスティバル
- 07月16日 - JOIN ALIVE 2017
- 07月23日 - MURO FESTIVAL 2017
- 08月06日 - ROCK IN JAPAN FESTIVAL 2017
- 08月12日 - RISING SUN ROCK FESTIVAL 2017 in EZO
- 08月19日 - WILD BUNCH FEST. 2017
- 08月20日 - MONSTER baSH 2017
- 08月27日 - RUSH BALL 2017
- 08月29日 - go!go!vanillas × SHISHAMO 君と夏の終わりに聴きたかったのはバカみたいなロックンロール
- 09月02日 - JAPAN'S NEXT vol.18
- 11月04日 - 三重大学 三重大祭
- 11月05日 - 白鷗大学 第44回 白鷗祭
- 12月23日 - MERRY ROCK PARADE 2017
- 12月25日 - RockDaze!2017 Xmas Special
- 12月28日 - FM802 ROCK FESTIVAL RADIO CRAZY 2017
- 12月29日 - COUNTDOWN JAPAN 17/18

2018年
- 02月09日 - SHE'S Tour 2018 "Wandering"
- 02月16日 - 音楽と人LIVE 2018「恵比寿クロッシング」
- 04月07日 - YON FES 2018
- 05月04日 - JAPAN JAM 2018[133]
- 05月20日 - OSAKA METROPOLITAN ROCK FESTIVAL 2018
- 06月03日 - 百万石音楽祭 2018～ミリオンロックフェスティバル～
- 06月30日 - RUSH BALL IN TAIWAN
- 07月14日 - JOIN ALIVE 2018
- 07月27日 - FUJI ROCK FESTIVAL'18
- 07月29日 - WILD BUNCH FEST. 2018
- 08月04日 - ROCK IN JAPAN FESTIVAL 2018
- 08月06日 - ヒトリエ「nexUs TOUR 2018」
- 08月19日 - Sky Jamboree 2018 ～one pray in nagasaki～
- 08月25日 - RUSH BALL 2018 20th ANNIVERSARY
- 09月01日 - SPACE SHOWER SWEET LOVE SHOWER 2018
- 09月03日 - スピッツ「ロックのほそ道」
- 09月15日 - GOLD SOUNDZ 2018
- 09月23日 - 中津川 THE SOLAR BUDOKAN 2018
- 10月07日 - マグロック & フジソニック2018
- 11月02日 - FM802「ROCK KIDS 802 学園祭 SPECIAL LIVE! 祭!祭!祭!」 兵庫県立大学 第15回工大祭アーティストライブ
- 11月04日 - 京都産業大学 第53回 神山祭
- 11月11日 - uP!!!SPECIAL LIVE HOLIC vol.19 supported by SPACE SHOWER TV
- 11月24日 - 宇都宮大学 学園祭
- 11月29日 - Great Big Jumps ! THE OOKAMI SHOOTER
- 12月09日 - JAPAN'S NEXT 渋谷 JACK 2018 WINTER
- 12月22日 - EX THEATER ROPPONGI presents "Thank you!!"《武井壮 and ROAD TO EX 2018》SO FES.2018
- 12月24日 - MERRY ROCK PARADE 2018
- 12月25日 - CROSS FM 25th Anniversary MUSIC JUNCTION 2018
- 12月28日 - FM802 ROCK FESTIVAL RADIO CRAZY 2018
- 12月31日 - COUNTDOWN JAPAN 18/19

2019年
- 01月13日 - from HERE Vol.4
- 03月16日 - ビクターロック祭り2019
- 04月27日 - ARABAKI ROCK FEST.19
- 05月03日 - VIVA LA ROCK 2019
- 05月06日 - JAPAN JAM 2019
- 05月18日 - OSAKA METROPOLITAN ROCK FESTIVAL 2019
- 05月25日 - TOKYO METROPOLITAN ROCK FESTIVAL 2019
- 07月13日 - JOIN ALIVE 2019
- 08月04日 - CONNECTED2019 ～Only for Music Junkies～
- 08月11日 - ROCK IN JAPAN FESTIVAL 2019
- 08月24日 - MONSTER baSH 2019
- 08月25日 - WILD BUNCH FEST. 2019
- 08月30日 - SPACE SHOWER SWEET LOVE SHOWER 2019
- 09月01日 - RUSH BALL 2019
- 09月08日 - TREASURE05X 2019
- 09月14日 - New Acoustic Camp 2019 ～わらう、うたう、たべる、ねっころがる。 - 10th Anniversary MAGICAL CAMPING EVERLASTING! -
- 09月16日 - FM FUKUI BEAT PHOENIX 2019
- 09月28日 - PIA MUSIC COMPLEX 2019
- 09月29日 - 中津川 THE SOLAR BUDOKAN 2019
- 12月10日・11日 - mito LIGHT HOUSE 30th anniversary カントーロード vol.13 ～水戸ライトハウス&千葉LOOK30周年SPECIAL_8～
- 12月21日 - MERRY ROCK PARADE 2019
- 12月27日 - FM802 ROCK FESTIVAL RADIO CRAZY 2019
- 12月31日 - COUNTDOWN JAPAN 19/20

2020年
- 02月29日・03月01日 - Hump Back「僕らの夢や足は止まらないツアー」（中止）
- 04月04日 - GREENS 30th Anniversary LIVE " Blossom "（中止）
- 04月05日 - YON FES 2020（中止）
- 04月18日 - UNISON SQUARE GARDEN「fun time HOLIDAY 8」（中止）
- 05月??日 - JAPAN JAM 2020（中止）
- 05月17日 - OSAKA METROPOLITAN ROCK FESTIVAL 2020（中止）
- 05月23日 - TOKYO METROPOLITAN ROCK FESTIVAL 2020（中止）
- 08月09日 - Osaka Music DAYS!!! THE LIVE in 大阪城ホール
- 08月29日 - RUSH BALL 2020 GREENS 30th Anniversary Special !!!
- 12月19日 - MERRY ROCK PARADE 2020

2021年
- 03月30日 - START UP!! ️-ロックの春2021!-
- 04月03日 - GREENS presents "Blossom" -NO LIVE, NO GREENS-
- 04月04日 - JAPAN ONLINE FESTIVAL 2021 Spring
- 05月02日 - JAPAN JAM 2021
- 07月10日 - Talking Rock! FES.2021
- 08月29日 - SPACE SHOWER SWEET LOVE SHOWER 2021 -25th ANNIVERSARY-（中止）
- 08月28日 - RUSH BALL 2021
- 10月02日 - PIA MUSIC COMPLEX 2021
- 10月03日 - Novelbright Presents「KICK THE AGE TOUR」
- 12月19日 - MERRY ROCK PARADE 2021
- 12月25日 - NEOLAND CASE.0
- 12月27日 - FM802 ROCK FESTIVAL RADIO CRAZY presents 『THE GRAND SLAM』

2022年
- 01月06日 - SEEZ RECORDS presents「THANK YOU FOR OUR STUDIO COAST」
- 01月23日 - uP!!! SPECIAL LIVE HOLIC extra 2022 supported by SPACE SHOWER TV
- 02月11日 - 音×髭 THE FIRST NIIGATA LIMITED vol.2
- 03月19日 - ビクターロック祭り2022
- 04月02日 - YON FES 2022
- 05月03日 - JAPAN JAM 2022
- 05月28日 - FM802 MEET THE WORLD BEAT 2022
- 05月29日 - 森、道、市場 2022
- 06月18日 - LOVE MUSIC FESTIVAL 2022
- 07月09日 - 京都大作戦2022 ～今年こそ全フェス開祭!～
- 07月26日・27日 - Hump Back「僕らの夢や足は止まらないツアー」
- 07月31日 - FUJI ROCK FESTIVAL'22
- 08月13日 - ROCK IN JAPAN FESTIVAL 2022（中止）
- 08月20日 - Sky Jamboree 2022 ～one pray in nagasaki～
- 08月21日 - MONSTER baSH 2022
- 08月26日 - SPACE SHOWER SWEET LOVE SHOWER 2022
- 08月27日 - RUSH BALL 2022
- 09月03日 - JOIN ALIVE 2022
- 09月17日 - J-WAVE presents INSPIRE TOKYO ～Best Music & Market
- 09月19日 - WILD BUNCH FEST. 2022（中止）
- 10月23日 - SHE'S UNION Tour 2022
- 10月26日 - Saucy Dog 対バンツアー 2022 "SUNNY BOX"
- 11月05日 - 早稲田祭2022 ライブイベント「ワセバニ」
- 11月06日 - バズリズム LIVE 2022
- 12月10日 - FM FUKUI BEAT PHOENIX 2022 Winter Session
- 12月14日 - TikTok Live SAIZEN
- 12月17日 - MERRY ROCK PARADE 2022
- 12月23日 - HEY-Xmas 2022
- 12月28日 - FM802 ROCK FESTIVAL RADIO CRAZY 2022
- 12月31日 - COUNTDOWN JAPAN 22/23

2023年
- 03月19日 - ツタロックフェス2023 supported by Tポイント
- 04月26日 - showmore主催企画「歓迎光臨」
- 04月29日 - FM802 SPECIAL LIVE 紀陽銀行 presents REQUESTAGE 2023
- 04月30日 - JAPAN JAM 2023
- 05月03日 - VIVA LA ROCK 2023
- 05月27日 - Hump Back pre “ACHATTERS 2023”
- 06月11日 - LOVE MUSIC FESTIVAL 2023
- 06月28日 - 荻窪 TOP BEAT CLUB「The Grand Year Of Top Beat」
- 06月30日 - [Alexandros] THIS SUMMER FESTIVAL TOUR '23
- 07月02日 - 京都大作戦2023〜今年は可能な限り全フェスに参加してくだ祭!〜
- 07月08日 - Talking Rock! FES.2023
- 08月06日 - ROCK IN JAPAN FESTIVAL 2023
- 08月12日 - RISING SUN ROCK FESTIVAL 2023 in EZO
- 08月20日 - Sky Jamboree 2023 ～one pray in nagasaki～
- 08月26日 - SWEET LOVE SHOWER 2023
- 08月27日 - RUSH BALL 2023
- 09月03日 - TREASURE05X 2023 ”NEW PROMISED LAND”
- 09月10日 - JA共済 presents ベリテンライブ2023 Special
- 09月17日 - WILD BUNCH FEST. 2023
- 09月21日 - ロックのほそ道
- 11月12日 - SHISHAMO 10th Anniversary Final Live「FINALE!!! -10YEARS THANK YOU-」後夜祭 ～あつまれ同騒会!!!〜
- 12月10日 - TOHOKU MUSIC JOURNEY 2023
- 12月13日 - RUSH BALL in 台湾 on the ROAD
- 12月14日 - RUSH BALL in 台湾 on the ROAD
- 12月17日 - MERRY ROCK PARADE 2023
- 12月29日 - FM802 ROCK FESTIVAL RADIO CRAZY 2023
- 12月30日 - COUNTDOWN JAPAN 23/24

2024年
- 03月29日 - SUPER JUMPIN' JACK 2024
- 03月30日 - EIGHT BALL FESTIVAL 2024 supported by GROP
- 04月29日 - JAPAN JAM 2024
- 06月06日 - 15th Anniversary Special Live- androp presents "A+"「androp ✕ go!go!vanillas」[134]
- 06月19日 - WANIMA「Catch Up TOUR -1Time 1Chance-」
- 06月23日 - YON FES 2024
- 06月29日 - w.o.d. presents “スペース・インベーダーズ VI"
- 06月30日 - Sign's Fest. 2024
- 07月03日 - HOT STUFF PROMOTION 45th Anniversary
- 07月05日 - SOUND CONNECTION -SUNSET PARTY-
- 07月07日 - Talking Rock! FES.2024
- 07月14日 - JOIN ALIVE 2024
- 08月11日 - ROCK IN JAPAN FESTIVAL 2024
- 08月24日 - WILD BUNCH FEST. 2024
- 08月25日 - Sky Jamboree 2024
- 08月31日 - SWEET LOVE SHOWER 2024
- 09月01日 - RUSH BALL 2024（中止[135]）
- 09月08日 - JA共済 presents RADIO BERRY ベリテンライブ 2024 Special
- 09月14日 - ROCK IN JAPAN FESTIVAL 2024 in HITACHINAKA[136]
- 09月22日 - フレデリック「UMIMOYASU 2024 MOVE -MOVE ON-」
- 09月23日 - MIRRORBALL Lab vol.2
- 10月06日 - PARASITE DEJAVU 2024 〜2DAYS OPEN AIR SHOW in IZUMIOTSU PHOENIX〜
- 10月12日 - シマネジェットフェス 2024
- 10月13日 - GFEST.2024
- 10月19日 - LIVE AZUMA 2024
- 10月26日 - [Alexandros] presents THIS FES ’24 in Sagamihara[137]
- 10月30日 - Gibson 130th Anniversary Live "Go Beyond"
- 11月30日 - ビクターロック祭り2024
- 12月07日 - REDLINE ALL THE FINAL
- 12月08日 - TOHOKU MUSIC JOURNEY 2024
- 12月21日 - MERRY ROCK PARADE 2024
- 12月25日 - UNISON SQUARE GARDEN 20th Anniversary LIVE FINALE ”fun time tribute” supported by FM802 35th"Be FUNKY!!"
- 12月27日 - FM802 35th ANNIVERSARY“Be FUNKY!!” ROCK FESTIVAL RADIO CRAZY 2024ｰレディクレ15th-
- 12月28日 - NEOLAND CASE.4
- 12月31日 - COUNTDOWN JAPAN 24/25

2025年
- 01月22日 - SPACE SHOWER FRESH LOVE SHOWER 2025
- 01月25日 - FUKUOKA MUSIC FES.2025
- 03月25日 - PORTBASE OPENING SERIES "FIRST SAIL" Powered by MERRY ROCK PARADE
- 04月05日 - ロックアンセム - BY ROCK LOVERS , FOR ROCK LOVERS -
- 04月29日 - JAPAN JAM 2025
- 05月03日 - Viva la rock 2025
- 05月10日 - メトロック 2025
- 06月28日 - ツレ伝フェス2025(予定)
- 07月19日 - NUMBER SHOT 2025(予定)
- 08月16日 - SUMMER SONIC 2025(予定)
- 08月23日 - MONSTER baSH 2025(予定)
- 08月24日 - WILD BUNCH FEST. 2025 YUMEBANCHI 50th ANNIVERSARY(予定)
- 08月29日 - SPACE SHOWER SWEET LOVE SHOWER 2025 30th ANNIVERS(予定)
- 08月30日 - RUSH BALL 2025(予定)
- 09月06日 - WANIMA presents 1CHANCE FESTIVAL 2025(予定)
- 09月14日 - ROCK IN JAPAN FESTIVAL 2025(予定)